# 館野 (弘前市)
館野（たての）は、青森県弘前市の地名。郵便番号は036-8234。

## 地理
北から北東にかけて城南、東から南にかけて山崎、南から西にかけて小沢、西北は旭ケ丘に接する。

## 沿革
- 1978年（昭和53年）～現在 - 原ケ平から分離、館野一・二丁目になる。

## 世帯数と人口
2017年（平成29年）6月1日現在の世帯数と人口は以下の通りである。
| 丁目       | 世帯数  | 人口  |
| ---------- | ------- | ----- |
| 館野一丁目 | 102世帯 | 228人 |
| 館野二丁目 | 48世帯  | 105人 |
| 計         | 150世帯 | 333人 |

## 施設

### 商業
- くずはら商店
- (有)津軽住建
- (有)城南緑化
- 工藤建築公務所作業所
- 佐藤工務店

## 小・中学校の学区
市立小・中学校に通う場合、学区は以下の通りとなる。
| 町丁       | 番・番地 | 小学校             | 中学校           |
| ---------- | -------- | ------------------ | ---------------- |
| 館野一丁目 | 全域     | 弘前市立文京小学校 | 弘前市立南中学校 |
| 館野二丁目 | 全域     | 弘前市立文京小学校 | 弘前市立南中学校 |

## 交通
- 弘南バス

おうよう園前、館野一丁目、館野二丁目（ミニバス 城南経由 - 桜ヶ丘線）停留所。